# Teresa Łoś-Nowak
Teresa Łoś-Nowak (ur. 16 stycznia 1945 w Zawadach) – polska politolog, specjalizująca się w międzynarodowych stosunkach politycznych i stosunkach międzynarodowych, nauczyciel akademicki związany z wrocławskimi uczelniami.

## Życiorys
Urodziła się w 1945 roku w Zawadach, w województwie wielkopolskim. Po ukończeniu szkoły średniej podjęła w 1963 roku studia prawnicze na Wydziale Prawa Uniwersytetu Wrocławskiego, które ukończyła magisterium w 1968 roku. Następnie podjęła pracę naukowo-dydaktyczną na macierzystej uczeleni. Stopień naukowy doktora nauk politycznych uzyskała w 1975 roku w Uniwersytecie im. Adama Mickiewicza w Poznaniu na Wydziale Nauk Społecznych i Dziennikarstwa na podstawie rozprawy doktorskiej pt. Stanowisko Polski w Organizacji Narodów Zjednoczonych w sprawach pokoju i bezpieczeństwa w latach 1945-1955, napisanej pod kierunkiem naukowym prof. Czesława Mojsiewicza. Stopień doktora habilitowanego otrzymała w 1989 roku na Wydziale Nauk Społecznych Uniwersytetu Wrocławskiego na podstawie monografii pt. Polskie inicjatywy w sprawie broni nuklearnej 1957-1964. Na stanowisko profesora nadzwyczajnego została powołana w 1993, a w 2000 otrzymała tytuł profesora nauk humanistycznych w zakresie nauk politycznych.
Aktywnie uczestniczyła w krajowych oraz międzynarodowych konferencjach naukowych, wygłaszając odczyty i referaty. Jest również organizatorem konferencji, na które uzyskiwała granty m.in. z Fundacji Volkswagena, NATO, Jeana Moneta, Internationale Center w Tubingen. Przebywała na stypendiach naukowych w Moskwie (1976), Petersburgu (1992), Tybindze (1994), Bedford (1996) i Brukseli (1997). W 1993 roku otrzymała grant naukowy w Centrum Badań nad Pokojem w Kopenhadze (COPRI).
Z jej inicjatywy utworzono na Instytucie Politologii Uniwersytetu Wrocławskiego Zakład Stosunków Międzynarodowych, którym kieruje do dzisiaj. Z kolei na kierunku studiów politologia powołano specjalizację stosunki międzynarodowe. W 1995 roku zorganizowała i kieruje Podyplomowym Studium Dziennikarstwa i Rzecznictwa Prasowego. Należała do inicjatorów powołania Podyplomowego Studium Komunikowania i Kreowania Wizerunku Publicznego. Sprawuje opiekę naukową nad Kołem Młodych Politologów. W latach 1997–1999 pełniła funkcję wicedyrektora, a następnie dyrektora (do 2005) Instytutu Politologii UWr. W latach 2005–2012 sprawowała funkcję prorektora swojej macierzystej uczelni do spraw studenckich. Odznaczona Krzyżem Kawalerskim Orderu Odrodzenia Polski (2001).
W 2011 została członkiem Komitetu Nauk Politycznych Polskiej Akademii Nauk.
W 2016 otrzymała tytuł doktora honoris causa Uniwersytetu Marii Curie-Skłodowskiej w Lublinie.

## Dorobek naukowy
Jej zainteresowania naukowo-badawcze koncentrują się wokół problematyki związanej z polityką zagraniczną i bezpieczeństwem Polski, zagadnieniami rozbrojenia i ładu światowego, teorii stosunków międzynarodowych. Opublikowała ponad 80 pozycji, w tym 4 monografie. Wypromowała około 200 magistrów i sprawowała opiekę naukową nad 9 doktorantami. Do jej ważniejszych publikacji należą:
- Stanowisko Polski w ONZ w sprawach pokoju i bezpieczeństwa 1945-1955, Wrocław 1975.
- Problem rozbrojenia w polskiej polityce zagranicznej, Warszawa 1980.
- Polskie inicjatywy w sprawie broni nuklearnej 1956-1968, Wrocław 1989.
- Narody Zjednoczone. Między oczekiwaniem a spełnieniem, redakcja naukowa, Wrocław 1998, (współautorka).
- Encyklopedia Stosunków Międzynarodowych, 2002, (redakcja i współautorstwo).

## Życie prywatne
Prof. Teresa Łoś-Nowak jest mężatką, ma dwie córki. Starsza, Karolina jest absolwentką Akademii Muzycznej w Wiedniu, a młodsza Aleksandra politologii na Uniwersytecie Wrocławskim.